# Distilleria Nardini
La Distilleria Nardini è un'azienda fondata nel 1779 da Bortolo Nardini a Bassano del Grappa in provincia di Vicenza. È conosciuta per essere la più antica distilleria d'Italia e ha prodotto la prima grappa industriale italiana, la Grappa Nardini.
Oltre ad essere la prima distilleria a vapore, è una delle più grandi distillerie in Italia e nel mondo. Nel 2009 l'intera azienda raggiunse il suo massimo sviluppo contando 70 dipendenti e un fatturato di 25 milioni.

## Storia
Nel 1779 Bortolo Nardini fondò la propria grapperia a ridosso del Ponte Vecchio, che collega le due sponde della città di Bassano del Grappa, costruito su progetto di Andrea Palladio.
Nel 1860 il nipote del fondatore modernizzò la tipica distillazione a fuoco diretto introducendo la modalità a vapore. Questa nuova tecnica che determinò in Italia l'inizio della distillazione moderna, conferì alle grappe Nardini la medesima qualità per tutti i litri prodotti.
Durante la prima guerra mondiale, in particolare negli ultimi anni in cui ebbero luogo le battaglie sul Monte Grappa, si diffuse la grappa di Nardini tra le trincee alleate.

## Distilleria
Le distillerie si distribuiscono nel territorio del Veneto. Lo stabilimento principale si trova a Bassano del Grappa, dove è ubicata anche la sede principale che nel 2004, per il 225º anniversario, è stata ricreata dall'architetto Massimiliano Fuksas ed è denominata "Bolle". Questa struttura è costituita da bolle di vetro, sorrette da una struttura in acciaio la quale contiene, oltre alla struttura principale, anche il settore ricerca e sviluppo. La seconda sede si trova a Monastier di Treviso.
Le vinacce provengono dalla fascia collinare e pedemontana dell'alto Veneto e dal Friuli-Venezia Giulia.

## Grapperia
La grapperia, nata del 1779, sotto la Repubblica di Venezia, è la più antica d'Italia, avendo oltre due secoli di vita.
Nel 1797 i francesi, ritenendo la grapperia uno dei simboli più importanti della regione, durante la Campagna d'Italia, capitanata da Napoleone Bonaparte, svuotarono le grandi giare di rame che contenevano la grappa di Nardini.
Successivamente, la grappa Nardini viene considerata elemento di valore per la regione Veneto, durante lo scambio tra Austria e Francia delle regioni Veneto e Lombardia.
La grapperia è uno dei soci sostenitori dell'associazione "Locali Storici d'Italia", la quale raggruppa i più antichi locali che hanno scritto una pagina nella storia d'Italia, e de Gli Henokiens, l'associazione che conferisce ai propri associati il riconoscimento come famiglie che sono rimaste a capo della propria azienda per oltre 200 anni.

## Prodotti
- Grappa Nardini: grappa di vinacce prodotta con metodo di distillazione sottovuoto a vapore con processo di doppia rettifica con filtraggio a freddo.
- Tagliatella: liquore con retrogusto di ciliegia.
- Acqua di Cedro: liquore al gusto di cedro.
- Mezzoemezzo Nardini: miscelazione di "Rosso Nardini" e "Rabarbaro Nardini", tipico aperitivo della città di Bassano.